# Igrejas Reformadas do Brasil
As Igrejas Reformadas no Brasil (IRB) são uma confederação de igrejas reformadas continentais, fruto do trabalho iniciado por missionários das Igrejas Reformadas Libertadas e Igrejas Reformadas Canadenses e Americanas, na década de 1970, que se organizaram como uma confederação em 2000. Atualmente, é a maior confederação de igrejas reformadas de tradição continental no Brasil, e as igrejas locais que fazem parte dela estão presentes em diversos estados do país.
Em 2023, a confederação era formada por 18 congregações (sendo 9 delas igrejas instituídas e 9 delas congregações sob supervisão de uma igreja instituída) e possuía 13 ministros da palavra (pastores) e 1.061 membros (693 comungantes e 368 não comungantes).

## História

### França Antártica
As Igrejas Reformadas do Brasil têm suas raízes na Reforma Protestante do Século XVI na Europa continental. No início da colonização do Brasil, as igrejas reformadas da França enviaram ao Brasil um grupo de fiéis com vários pastores reformados, com o apoio do reformador João Calvino, que chegaram em 1557 na Baía de Guanabara, na França Antártica. Todavia, devido às guerras religiosas, a maior parte desses colonos protestantes foi expulsa ou morta. Alguns dos colonos foram executados 1558 pelos portugueses, sendo os primeiros mártires protestantes no Brasil.

### Invasão holandesa
Na primeira parte do século XVII, por meio da Invasões holandesas no Brasil, a Fé Reformada voltou ao Brasil, sendo pregada pelos holandeses na Região Nordeste aos nativos. No auge do trabalho reformado, existiam 22 igrejas instituídas, organizadas em dois classis (presbitérios) e um sínodo regional. As igrejas reformadas realizaram trabalhos missionários nas aldeias dos indígenas, usando uma tradução em língua tupi do Catecismo de Heidelberg, o que levou à conversão de indígenas e até mesmo à ordenação de ministros nativos para as igrejas formadas, formados na Universidade de Leiden.
A primeira tradução da Bíblia para a Língua portuguesa foi iniciada por João Ferreira de Almeida, um português que serviu como missionária da Igreja Reformada Holandesa na Batávia, tendo sido completada posteriormente por Jacobus op den Akker.

### Século XIX
No século XIX, a Igreja Presbiteriana nos Estados Unidos da América e Igreja Presbiteriana nos Estados Unidos (que também eram reformadas) reiniciaram o trabalho reformado no Brasil, originando a atual Igreja Presbiteriana do Brasil, que é a maior igreja reformada no Brasil.

### Missões canadenses e holandesas
A partir do ano de 1970, as Igrejas Reformadas Canadenses e Americanas iniciaram trabalhos missionários na região litorânea entre Recife e Maceió no Nordeste do Brasil. O trabalho missionário iniciou após consultas com a Igreja Presbiteriana do Brasil, que indicou esta área como sendo necessitada de evangelização. Na mesma época, as Igrejas Reformadas Libertadas iniciaram trabalhos missionários em Curitiba e depois Colombo no Sul do Brasil. No ano 2000, as igrejas iniciadas nestes trabalhos missionários se confederaram, adotando o nome "Igrejas Reformadas do Brasil".

## Igrejas Reformadas no Brasil no Século XXI
Desde então a confederação continua crescendo e trabalhando pela plantação de novas igrejas, que já estão presentes em vários estados do Brasil. Atualmente, a confederação conta com um seminário para a formação de ministros da palavra, o Instituto João Calvino, localizado em Camaragibe, Pernambuco.
Em 2020, tinha 1.038 membros.
Em 2023, a confederação era formada por 18 congregações (sendo 9 delas igrejas instituídas e 9 delas congregações sob supervisão de uma igreja instituída) e possuía 13 ministros da palavra (pastores) e 1.061 membros (693 comungantes e 368 não comungantes).

#### Doutrina
As Igrejas Reformadas do Brasil subscrevem os Credos Ecumênicos (Credo dos Apóstolos, Credo Niceno, e Credo de Atanásio) e as Três Formas de Unidade (Confissão Belga, Catecismo de Heidelberg, e Cânones de Dort), documentos confessionais adotas pelas Igrejas Reformadas Continentais.
Liturgia
As Igrejas Reformadas do Brasil realizam dois cultos dominicais, sendo que, em um deles, via de regra, é ensinada a doutrina resumida no Catecismo de Heidelberg. 

Segundo o Regimento das Igrejas Reformadas do Brasil, a liturgia dos cultos públicos deve conter os seguintes elementos bíblicos:
a) Bênção e saudação;
b) Ler os Dez Mandamentos ou confessar a fé (usando um dos credos);
c) Orações;
d) Leitura da Escritura;
e) Pregação e ensino;
f) Administração dos sacramentos;

g) Cantar salmos e hinos.
Sacramentos
Os únicos sacramentos praticados são o batismo e a ceia do Senhor. Além dos adultos, os filhos dos crentes também são batizados como sinal e selo da aliança. São admitidos para a ceia do Senhor apenas membros da congregação que fizeram sua pública profissão de fé ou membros de outras igrejas irmãs com base em um atestado positivo sobre sua doutrina e conduta.
Governo
As Igrejas Reformadas do Brasil reconhecem a existência de três ofícios: ministros da palavra (pastores), presbíteros e diáconos, que podem ser exercidos apenas por membros do sexo masculino.
Cada igreja local é governada por um conselho, composto por ministros da palavra e presbíteros, que deve ter o número mínimo de três oficiais. No caso de igrejas com um número pequeno de presbíteros, é permitido que diáconos possam ser incluídos no conselho.
As decisões da confederação como um todo são tomados durante concílios, reuniões para as quais cada igreja pode delegar até dois oficiais. Esses concílios não possuem caráter permanente.

## Igrejas e congregações da confederação
Região Centro-Oeste
- Igreja Reformada de Brasília - Distrito Federal

Região Nordeste
- Igreja Reformada de Maceió - Alagoas
- Igreja Reformada em Maragogi - Alagoas
- Igreja Reformada em Fortaleza - Ceará
- Igreja Reformada em Esperança - Paraíba
- Igreja Reformada em Camaragibe - Pernambuco
- Igreja Reformada em Caruaru - Pernambuco
- Igreja Reformada no IPSEP - Recife - Pernambuco
- Igreja Reformada em Beberibe - Recife - Pernambuco
- Igreja Reformada em Paulista - Pernambuco
- Igreja Reformada em João Pessoa - Paraíba
- Igreja Reformada em São José da Coroa Grande - Pernambuco

Sudeste
- Igreja Reformada de Araraquara - São Paulo (projeto de plantação)
- Igreja Reformada em Cabo Frio - Rio de Janeiro
- Igreja Reformada de Campinas - São Paulo
- Igreja Reformada de Caraguatatuba - São Paulo
- Igreja Reformada em Unaí - Minas Gerais

Região Sul
- Igreja Reformada em Colombo - Paraná

## Relações intereclesiásticas

### Relações fraternais
As Igrejas Reformadas do Brasil possuem relações fraternais com as Igrejas Reformadas Canadenses e Americanas, que enviaram os primeiros missionários que originaram suas congregações.
Em 2021, as Igrejas Reformadas do Brasil decidiram romper os laços fraternais com as Igrejas Reformadas da Holanda – Libertadas (GKV), e assim, não mais considerá-las igrejas irmãs. Um dos principais motivos que levou a essa decisão foi a abertura dos ofícios eclesiásticos para as mulheres nas Igrejas Reformadas da Holanda - Libertadas (GKV).

### Orgãos internacionais
A confederação das Igrejas Reformadas do Brasil participa como membro da Conferência Internacional das Igrejas Reformadas, uma organização ecumênica de igrejas reformadas conservadoras de vários países.